# Capra (zodiaco cinese)

Simbolo della capra

La Capra (羊) o Pecora è uno dei dodici segni dell'astrologia cinese.

## Caratteristiche
I nati sotto il segno della Capra (o Pecora) sono persone dal carattere affettuoso, sensibile e timido. A volte possono mostrarsi generosi e gentili, ma solo se gli fate simpatia. La loro caratteristica principale è l'inventiva, non stanno mai fermi e amano sempre avere qualcosa a cui pensare.
Hanno sempre bisogno dell'aiuto di qualcuno che sia in grado di indirizzarli verso la strada migliore, altrimenti possono perdersi nei loro mille progetti. L'aiuto di qualcuno che li indirizza, può essergli molto utile anche in campo lavorativo, dove avranno delle gratifiche interiori.
Le persone del segno Capra (o Pecora) hanno una creatività così grande da dividerla anche con gli altri. Sono persone molto altruiste, in grado di dare senza chiedere nulla in cambio, caratteristica che li rende particolarmente affascinanti agli occhi di un probabile partner. Nella vita di coppia, si dimostrano sempre molto tradizionalisti, amano costruire un rapporto su solide fondamenta e hanno bisogno di onestà e lealtà.
Se la persona amata riesce a dargli queste cose, il segno della Capra può vivere rapporti d'amore lunghi nel tempo senza sentire il bisogno di evadere. Attenti però, non tradite una Capra (o Pecora) perché queste persone non sopportano nessuna forma di tradimento e possono chiudere un rapporto in pochi secondi senza pensarci su.
Uno degli errori più comuni da attribuire alle persone del segno Capra (o Pecora) è quello di perdere le speranze già alle prime difficoltà, in questo caso hanno bisogno di qualcuno che li supporti in pieno per riuscire nel loro obiettivo.

## Attributi tradizionali della Capra/Associazioni
| Attributo                     |                                        |
| ----------------------------- | -------------------------------------- |
| Posizione nello Zodiaco       | Ottavo                                 |
| Ore più adatte della giornata | 1pm - 3pm                              |
| Direzione                     | Sud Sud-Ovest                          |
| Stagione e mese               | Estate, Giugno                         |
| Date dei Mesi Lunari          | giugno-agosto                          |
| Pietra preziosa               | Smeraldo                               |
| Colori                        | Blu Chiaro                             |
| Segno occidentale equivalente | Cancro                                 |
| Polarità                      | Yin                                    |
| Elemento                      | Terra                                  |
| Tratti Positivi               | Creativo, romantico                    |
| Tratti Negativi               | Irresponsabile, indeciso               |
| Nazioni                       | Kenya, Cambogia, Belize, Libia, Grecia |